# Conus magus
Conus magus е вид охлюв от семейство Conidae. Възникнал е преди около 0,0117 млн. години по времето на периода кватернер. Видът не е застрашен от изчезване.

## Разпространение и местообитание
Разпространен е в Австралия (Куинсланд и Северна територия), Бруней, Вануату, Виетнам, Гуам, Източен Тимор, Индонезия, Камбоджа, Китай (Гуандун, Гуанси, Джъдзян, Дзянсу, Фудзиен, Хайнан и Юннан), Малайзия, Маршалови острови, Микронезия, Науру, Нова Каледония, Палау, Папуа Нова Гвинея, Провинции в КНР, Северна Корея, Северни Мариански острови, Сингапур, Соломонови острови, Острови Спратли, Тайван, Тайланд, Тувалу, Уолис и Футуна, Фиджи, Филипини, Южна Корея и Япония (Кюшу и Шикоку).
Обитава крайбрежията и пясъчните дъна на океани, морета, заливи и рифове. Среща се на дълбочина от 0,5 до 3 m, при температура на водата от 26,8 до 28,5 °C и соленост 33,7 – 35 ‰.